# Крагельский, Игорь Викторович
Игорь Викторович Крагельский (1908—1989) — советский физик, триболог, автор молекулярной механической теории трения и усталостной теории изнашивания твёрдых тел.

## Биография
Родился 10 марта 1908 г. в семье военного инженера-строителя. Окончил Московский текстильный институт.
Кандидат сельскохозяйственных и кандидат технических наук, доктор технических наук, профессор.
С 1930 г. инженер Института нового лубяного сырья. Основоположник физического материаловедения текстильных материалов, автор конструкций машин и приборов, принятых к серийному изготовлению (машина НП-9 для обработки лубяных культур). В 1927—1934 годах принимал участие в составлении «Технической энциклопедии» в 26-и томах под редакцией Л. К. Мартенса, автор статей по тематике «текстильное дело».
С 1938 г. работал в Институте машиноведения (ИМАШ) АН СССР, организатор (1939) и до 1984 г. руководитель Лаборатории общей теории трения.
С 1984 г. ст. н. с.-консультант Института проблем механики (ИПМАН).
Автор 18 монографий.
Умер 17 марта 1989 г. после продолжительной болезни. Похоронен на Введенском кладбище.

## Награды и звания
- орден Трудового Красного Знамени (27.03.1954)
- орден «Знак Почёта»
- Заслуженный деятель науки и техники РСФСР (1971)
- Государственная премия СССР (1989) — за разработку методов и создание систем обеспечения ресурса машин
- Лауреат Первой премии Президиума Академии наук СССР
- В 1975 г. награждён Международным комитетом по трению, износу и смазке золотой медалью «За достижения в области трибологии»[3].

## Публикации
- Крагельский И. В. Физические свойства лубяного сырья. 2-е изд.  М: Гизлегпром, 1939, 427 с.
- Крагельский И. В. Влияние шероховатости поверхности на трение. Изд-во АН СССР, 1945.
- Крагельский И. В.  Молекулярно-механическая теория трения. Сб. докладов второй Всесоюзной конференции по трению и износу в машинах. АН СССР, 1949, т. 3.
- Крагельский И. В., Чупилко Г. Е., Чичинадзе А. В. Процессы трения в тормозах авиаколес. Подбор фрикционных пар.- М.: Изд-во АН СССР, 1955.
- Крагельский И. В., Щедров В. С. Развитие науки о трении. Сухое трение. М.: Изд. АН СССР, 1956.
- Крагельский И. В., Дёмкин Н. Б. Определение фактической площади касания шероховатых поверхностей // В сб. «Трение и износ в машинах».- М.: Изд-во АН СССР, 1960, вып.14, 37-62
- Крагельский И. В. Трение и износ в машинах.- М.: Машгиз, 1962
- Крагельский И. В, Непомнящий Е. Ф., Харач Г. М. Усталостный механизм и краткая методика аналитической оценки величины износа поверхностей трения при скольжении.- М.: Изд-во АН СССР, 1967
- Крагельский И. В. Трение и износ. — М.: Машиностроение, 1968 
  - (англ. перевод: Kragelskii I.V. Friction and Wear, Elmsford: Pergamon Press, 1982)
- Крагельский И.В, Добычин М. Н., Комбалов В. С. Основы расчётов на трение и износ. — М.: Машиностроение. — 1977 
  - (англ. перевод: Kragelskii I.V., Dobychin M.N., Kombalov V.S. Friction and Wear Calculation Methods, Oxford: Pergamon Press, 1982